# Anelia Nuneva
Anelia Nuneva (bulgariska: Анелия Нунева), född den 30 juni 1962, är en bulgarisk före detta friidrottare som tävlade i kortdistanslöpning.
Nuneva deltog vid EM 1982 där hon slutade på fjärde plats på 100 meter. Hon var i final på 200 meter vid de första världsmästerskapen 1983 där hon slutade sexa. Vid EM 1986 blev hon tvåa på 100 meter efter Marlies Göhr. 
Vid inomhus-VM 1987 slutade hon åter på andra plats denna gång på 60 meter slagen bara av Nelli Fiere-Cooman. Senare samma år var hon i final på 100 meter vid VM 1987 i Rom där hon slutade på sjätte plats. 
Vid Olympiska sommarspelen 1988 var hon en av favoriterna till guldet på 100 meter men fick en muskelbristning och slutade sist. Hon deltog vid Olympiska sommarspelen 1992 då hon blev sexa på 100 meter.

## Personliga rekord
- 60 meter - 7,03 från 1987
- 100 meter - 10,85 från 1988
- 200 meter - 22,01 från 1987